# Bezirk Unterklettgau
Der Bezirk Unterklettgau war bis zum Juli 1999 eine Verwaltungseinheit des Kantons Schaffhausen in der Schweiz. Seither verzichtet der Kanton auf die Bezirks-Verwaltung, jedoch nicht auf den Bezirk selbst.

## Einwohnergemeinden
| Wappen      | Name der Gemeinde | Einwohner (31. Dezember 2023) | Fläche in km² | Einw. pro km² |
| ----------- | ----------------- | ----------------------------- | ------------- | ------------- |
| Hallau      | Hallau            | 2389                          | 15,32         | 156           |
| Oberhallau  | Oberhallau        | 438                           | 6,05          | 72            |
| Trasadingen | Trasadingen       | 626                           | 4,14          | 151           |
| Wilchingen  | Wilchingen        | 1743                          | 21,10         | 83            |
| Total (4)   | Total (4)         | 5196                          | 46,61         | 111           |

## Veränderungen im Gemeindebestand

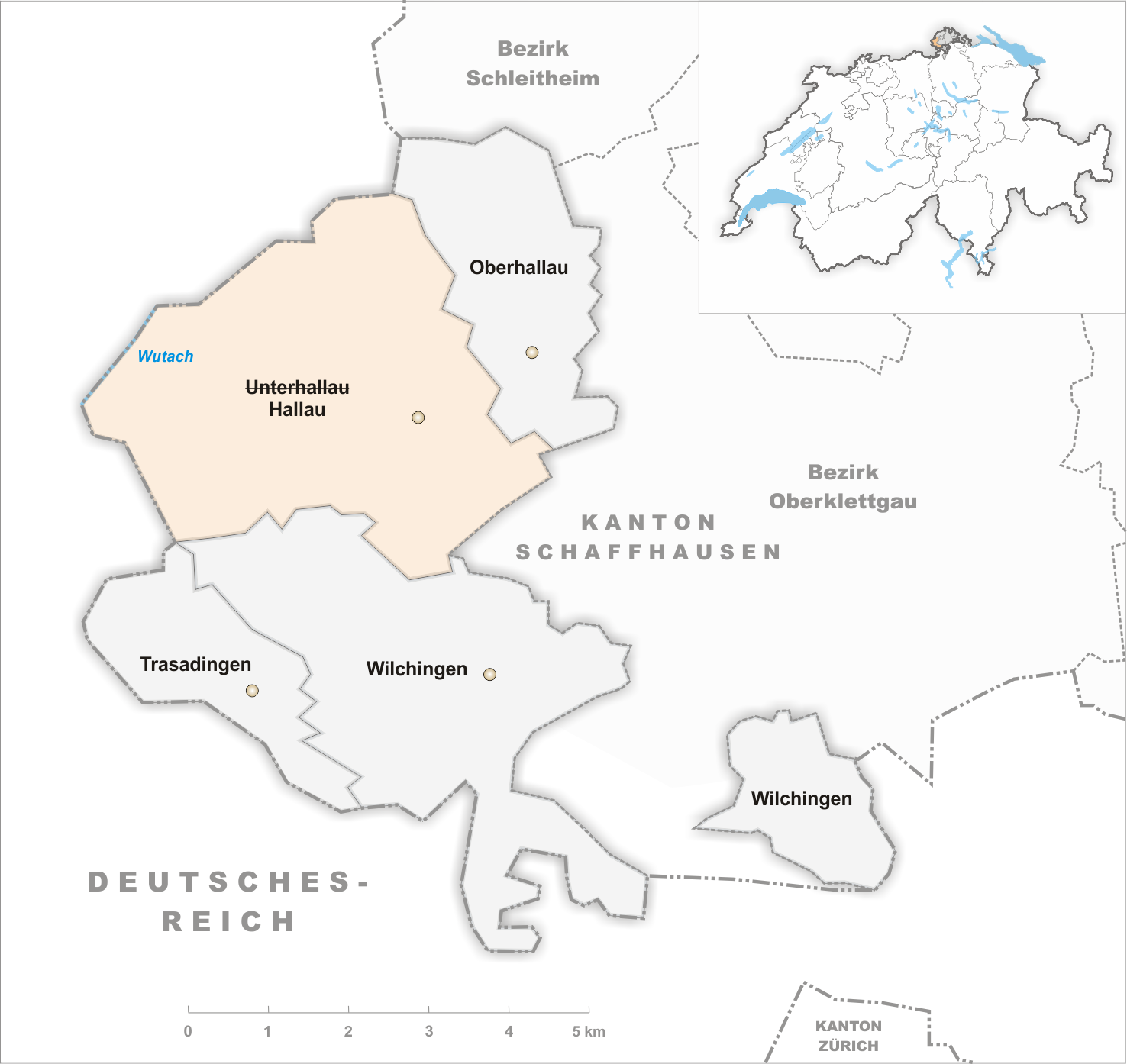
Gemeinden bis 1933
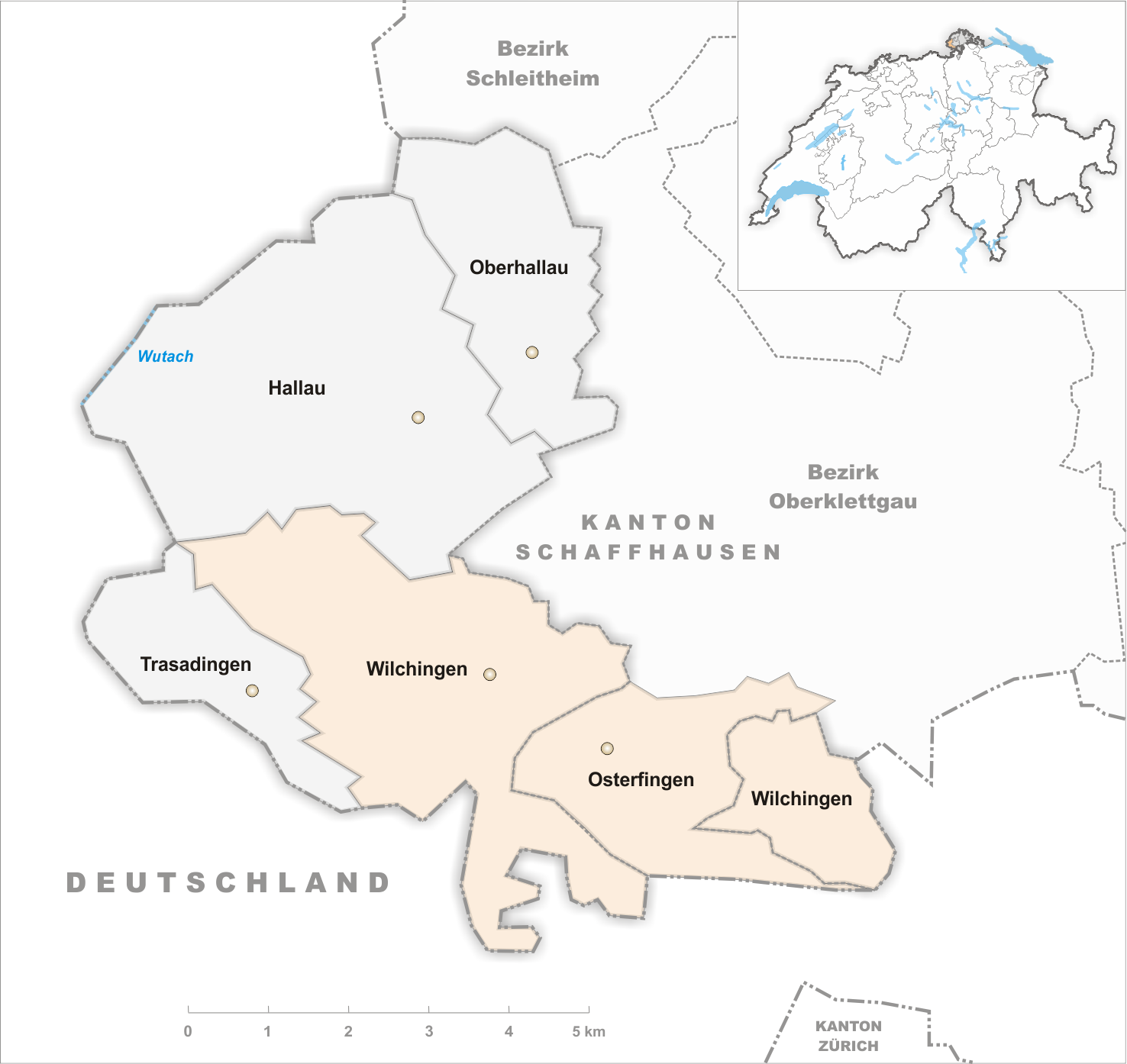
Gemeinden bis 2004

- 1934: Namensänderung von Unterhallau → Hallau
- 2005 Osterfingen (Bezirk Oberklettgau) → Wilchingen